# 君津市立大和田小学校
君津市立大和田小学校（きみつしりつ おおわだしょうがっこう）は、千葉県君津市大和田にあった公立小学校。

## 沿革
- 1968年4月1日 - 創立
- 1970年5月30日 - 校歌・校章・校旗制定
- 同8月27日 - プール竣工
- 1972年9月1日 - 体育館落成
- 2022年3月31日 - 君津市立坂田小学校と統合され、廃校。なお、校舎は、本校と坂田小学校が統合して開校した周西の丘小学校の校舎として、旧坂田小学校校舎の改修が終わるまで、暫定使用される[1]。

## 校長
- 初代 - 小倉長（1968年 - 1974年）
- 2代 - 北川晃（1975年 - 1977年）
- 3代 - 秋元（1978年 - 1982年）
- 4代 - 関原三郎（1983年 - 1984年）
- 5代 - 小川徳造（1985年 - 1987年）
- 6代 - 永島靖夫（1988年 - 1990年）
- 7代 - 小川博一（1991年 - 1992年）
- 8代 - 宮崎壽好（1993年 - 1996年）
- 9代 - 室清三（1997年 - 1998年）
- 10代 - 三浦利夫（1999年 - 2001年）
- 11代 - 大野克巳（2002年 - 2007年）
- 12代 - 平野都（2008年 - 2009年）
- 13代 - 山口一也（2010年 - 2012年）
- 14代 - 増田眞一（2013年 - ）